# Joseph Fröbes
Joseph Fröbes SJ (* 26. August 1866 in Betzdorf; † 24. März 1947 in Köln) war ein deutscher römisch-katholischer Priester, Philosoph und Psychologe.

## Leben
Er trat 1882 in den Jesuitenorden ein und studierte zunächst in dessen Ignatiuskolleg im niederländischen Falkenburg Philosophie und Theologie, später in Göttingen unter Georg Elias Müller. Von 1890 bis 1894 war er Gymnasiallehrer. 1899 erhielt er eine Professur für Philosophie am Ignatiuskolleg und spezialisierte sich unter dem Einfluss von Müller auf das Gebiet der experimentellen und philosophischen Psychologie.

## Schriften (Auswahl)
- Lehrbuch der experimentellen Psychologie. Freiburg im Breisgau 1932, OCLC 830826593.
- Cursus brevior psychologiae speculativae in usum scholarum. Paris 1933, OCLC 9677130.
- Tractatus logicae formalis. Rom 1940, OCLC 17518169.
- Compendium psychologiae experimentalis. Rom 1948, OCLC 3703279.